# Gare de Chambly
Gare de Chambly vasútállomás Franciaországban, Chambly településen.

## Vasútvonalak
Az állomást az alábbi vasútvonalak érintik:
- Épinay-Villetaneuse–Le Tréport-Mers-vasútvonal

## Kapcsolódó állomások
A vasútállomáshoz az alábbi állomások vannak a legközelebb:
- Gare de Bornel - Belle-Église (Gare du Tréport - Mers, Épinay-Villetaneuse–Le Tréport-Mers-vasútvonal)
- Gare de Persan - Beaumont (Paris Gare du Nord, Épinay-Villetaneuse–Le Tréport-Mers-vasútvonal)